# Źrenica (Środa Wielkopolska)
Źrenica – osiedle położone we wschodniej części Środy Wielkopolskiej, od zachodu graniczące z rzeką Moskawą (którą wcześniej nazywano Źrenicą).
Dawny obszar dworski w 1934 włączony w obręb miasta, wcześniej stanowił własność Fundacji Kórnickiej, jednym z zarządców był Maksymilian Jackowski.